# ویلارد ایکلا
ویلارد ایکلا (انگلیسی: Willard Ikola؛ زادهٔ ۲۸ ژوئیهٔ ۱۹۳۲) بازیکن هاکی روی یخ اهل ایالات متحده آمریکا است.